# 女兵日記
《女兵日記》（英語：Girl's Power），2018年台灣連續劇，TVBS第1部自製八點檔。由《新兵日記》製作團隊原班人馬製作，劉香慈、陳謙文、羅平、楊晴、小嫻領銜主演。以中華民國海軍陸戰隊新兵入伍訓作為主題，於2018年4月開拍，採邊拍邊播形式，7月10日起於TVBS歡樂台首播，台視主頻則於7月12日播出。11月3日全劇殺青。

## 播出時間
| TVBS歡樂台 #播出時間 | TVBS歡樂台 #播出時間 | TVBS歡樂台 #播出時間 |
| -------------------- | -------------------- | -------------------- |
|                      | 女兵日記             |                      |
| 軍師聯盟             | 初戀的情人           |                      |

| 頻道       | 所在地   | 播映日期      | 播出時間                                                                        |
| ---------- | -------- | ------------- | ------------------------------------------------------------------------------- |
| TVBS歡樂台 | 中華民國 | 2018年7月10日 | 週一至週五20:00 - 21:00 （至10月16日第71集）週一至週五20:00 - 20:45（第72集起） |
| dimsum     | 马来西亚 | 2018年        | 至12月19日第40集                                                                |

## 劇情簡介
一群來自不同地方、背景的入伍生，分別有各自的原因而來到了中華民國海軍陸戰隊，這些女兵共同努力經過八週的訓練，她們在這個過程中找到各自在軍中生活的意義和追求的夢想，更一起寫下屬於她們的女兵日記。

## 演員列表

### 海軍陸戰隊

#### 新訓幹部
| 演員   | 角色   | 介紹 |
| 汪建民 | 趙建國 | 男，海軍陸戰隊龍泉新訓中心中校副指揮官。 黃嫚莉的二舅舅，看到嫚莉被選為授槍代表也很訝異，想要幫助她，但是她不想靠關係，而是希望用自己的實力去成功。 |
| 沈建坊 | 沈建坊 | 男，海軍陸戰隊新訓中心第五營少校副營長。 看到金秀明獨自在跑步，而上前詢問，秀明講出了一些關於自己與授槍代表的事，他承諾會幫秀明保密。 |
| 劉香慈 | 陳耀華 | 冉彩芸的女兒，何曉東的女朋友 女，30歲，海軍陸戰隊新訓中心第五營第十七連上尉連長。 要求兇、傑出的領導幹部。有個很照顧她的科技新貴男友何曉東，也認同她要從軍的意思，但曉東的媽媽要兩人結婚後，必須退役移民至美國，讓兩人的感情漸漸出現裂痕，她要選擇從軍還是曉東，是個一大難題。私自帶高曉嫻離開營區卻沒有報備，所以必須接受懲處，但因為救了彤彤而功過相抵，決定要去受訓。因為佑廷慫恿國樑要和連長比賽，而和班兵、學文班長PK游泳，但最後巾幗不讓鬚眉，是四個人當中的第一名。聽到有關林國樑跟葉素娥的事後，也得知葉素娥是葉進財的女兒，而約談葉素娥，要葉素娥不要因為林國樑與李淑靜的事而影響到她在軍中受訓的心情。更不要半途而廢，好好完成這次的受訓到結訓，並給葉素娥一句忠告：「不要利用人性去影響到他人」。 |
| 陳謙文 | 郭松齡 | 張佳佳的男朋友 男，25歲，海軍陸戰隊新訓中心第五營第十七連中尉連輔導長。 連上第二大長官，正面樂觀，對每位新兵都很照顧，而且非常體諒新兵的體能應付能力。 |
| 王為   | 朱玉輝 | 男，海軍陸戰隊新訓中心第五營第十八連中尉連輔導長。 龍泉營區四大才子之一，也是郭松齡的老同學，情史豐富，想要追楊晴，而去問宋排長關於楊晴的事，讓宋排長內心確定對楊晴的感情。 |
| 羅平   | 宋志強 | 楊晴的丈夫，方美倩的女婿 男，25歲，海軍陸戰隊新訓中心第五營第十七連第一排中尉排長 海軍官校畢業，曾在海軍陸戰隊兩棲偵搜蛙人部隊受訓，才來到海軍陸戰隊新訓中心，帶兵兇，但有著細膩溫柔的一面，會去關心新兵。因為是從官校出身，所以會以職業軍人的標準訓練新兵，與體諒新兵體能應付能力的輔導長郭松齡立場不同，也因此經常被郭松齡提醒。與楊晴都是優秀的軍人，兩人都發現彼此的優點，也越來越在意楊晴，彼此都逐漸開始有了好感，但因為兩人都是軍人，而遲遲不敢開口。偶然聽到楊晴要去相親，而感到心中不舒服。喜歡楊晴。因為得知周學文心儀的對象是潘朵拉班長，受學文慫恿下安排一場苦肉計，但後來有人匿名投訴有關周學文在上課因為表現不佳被罵的事是場苦肉計騙局，而被輔導長約談，為了不再讓事情愈弄愈複雜，在周學文再次拜託請求之下，特意跑去向潘朵拉解釋一切。後來與周學文一同參加體能測驗，被選中可以赴美國參加接裝訓練。必須得先赴臺北進行受訓，離開營區前與楊晴、周學文及潘朵拉告別。 |
| 楊晴   | 楊晴   | 方美倩的女兒，宋志強的妻子 女，24歲，海軍陸戰隊新訓中心第五營第十七連第二排中尉排長。 帶兵非常兇，認為軍人沒有性別差異，因為父親是一位模範軍人，從小就看著父親服役的身影，相當崇敬，但是父親的軍旅生涯卻在成為上校之後開始覺得升遷無望，而選擇退役，投入物流業擔任副總經理。知道父親的遺憾後，下定決心要成為第一位紀德艦女艦長，而報考海軍軍官學校。與志強都是優秀的軍人，兩人都發現彼此的優點，也越來越在意志強，彼此都逐漸開始有了好感，但因為兩人都是軍人，而遲遲不敢開口。開心時會買娃娃，生氣、難過時會買仙人掌。之後原本想積極爭取赴美國參加情報組織訓練。可以藉此陪同宋志強一起受訓，但因為資格不符而取消。在宋志強的安撫下，心情已經恢復，後來宋志強在出國受訓之前，也有承諾任何一切。在宋志強出發前往臺北受訓前，與宋志強離情依依告別。 |
| 劉勝峯 | 劉勝峯 | 男，海軍陸戰隊新訓中心第五營第十七連士官長。片中的現役軍人，真正的士官長。 |
| 林曜晟 | 周學文 | 男，25歲，海軍陸戰隊新訓中心第五營第十七連第一排中士班長。 曾在海軍陸戰隊兩棲偵搜大隊受訓，宋志強的學弟，是個機車班長，跟潘朵拉一搭一唱，常常嚇唬新兵，但在體能表現上能確實到位，讓新兵對他相當佩服。在交友APP自稱「孤獨的老周」，挺有名氣，但自戀又機車，使自己交不到女友，喜歡潘朵拉。在游泳PK中輸給林國樑，後來推薦林國樑當實習幹部。因為自己已喜歡上潘朵拉的緣故，特地向宋志強請求安排一場苦肉計，以取得潘朵拉芳心，而後正因為這件事東窗事發之後，私下與潘朵拉澄清解釋一切。 |
| 李宣榕 | 潘朵拉 | 蔣安妮、潘有義的女兒 女，22歲，海軍陸戰隊新訓中心第五營第十七連第二排中士班長。 因為是班長，所以必須對每位新兵兇，其實私底下對每位新兵都很照顧，在他們有困難時，會試著去了解，並給予協助。自稱是軍中潤娥，與新兵鄭光興在交友APP上是無話不談的好友，卻都沒見過對方，鄭光興入伍前說要出國，她也假裝自己是老師接新學生，之後再聯絡。卻沒想到兩人竟然在軍中相遇，而她也神經大條的沒認出鄭光興，之後才發現，這個平時搞笑的新兵是她認識已久、還帶有點好感的網友，但喜歡的是宋志強，也勸說鄭光興要切割網友關係。因為金秀明放假回來後受傷，因此搬出個人寢室睡在金秀明的旁邊，想藉此多了解金秀明。得知宋志強利用打靶上課時罵周學文班長是苦肉計的事，也勸說周學文班長並叫他馬上到此為止，不要陷宋志強於不義，也期許周學文叫他做個全新的自己。受潘爸、潘媽安排下與一位醫生進行相親卻不成。利用休假時陪同金秀明前往育幼院，也就是金秀明當年成長的地方探望。並與育幼院院長及小孩們玩得很開心，也期許金秀明務必走出童年的陰影，返回家時撞見在潘家作客的鄭光興，氣氛又再次變得很尷尬，與鄭光興之間關係也正因為這樣變得交惡。之後再受潘媽安排下再次相親，對象是潘媽任職房屋仲介的店長，結果再次不成。在返回軍營途中收到鄭光興傳過來的簡訊。但置之不理，接著收假日第5營第17連所有班兵歸營正集合時。正巧鄭光興他因為等候潘朵拉緣故導致逾假歸營狀況出現，在鄭光興他已返回營時約談鄭光興至安官桌，並詢問鄭光興為何逾假歸營時因為鄭答非所問，而訓了鄭一頓。之後並再次警告鄭叫他不要太超過，也告知鄭已經將他從好友名單裡封鎖，如果他往後再以另外方式取得聯繫的話，就視同騷擾，要向上級舉報讓他這次兵當不成，後來聽到潘爸的解釋後，跟鄭光興的關係稍微緩和一些，鄭光興試求能不能解鎖，但還是沒有解鎖。 |
| 李安湘 | 李安湘 | 男，29歲，海軍陸戰隊新訓中心第五營第十七連中士班長。 在新訓期間被選中為教育班長，便在新訓中心擔任班長，由於酷酷的不笑時很恐怖、行為又很像流氓，所以新兵都稱他流氓班長。在毒氣室裡因為趙雅芝想衝出毒氣室所以當場直接扯掉她的防護面具讓她警惕在心，對於槍械、射擊、核生化可是拿手絕活。片中的現役軍人，真正的教育班長。 |
| 黃靖紋 | 黃靖紋 | 女，海軍陸戰隊新訓中心第五營第十七連上士班長。片中的現役軍人，真正的教育班長。 |
| 何鳳儀 | 何鳳儀 | 女，海軍陸戰隊新訓中心第五營第十七連上士班長。片中的現役軍人，真正的教育班長。 |
| 邱裕閔 | 邱裕閔 | 男，海軍陸戰隊新訓中心上尉心輔官。片中的現役軍人，真正的心輔官。 |
| 林永承 | 林永承 | 男，海軍陸戰隊新訓中心第五營第十七連上士班長。片中的現役軍人，真正的教育班長。 |

#### 新訓中心入伍生
| 演員              | 角色   | 介紹 |
| 小嫻              | 高曉嫻 | 高曉玲的妹妹，孫泓江的前妻，徐妹的孫女，孫禹彤的媽媽 女，27歲，海軍陸戰隊新訓中心第五營第十七連入伍生。 因為與丈夫個性不和，而離家獨自撫養五歲女兒的失婚婦女，在偶然機會下看到國軍招考，為了有穩定收入，而報考海軍陸戰隊，卻犧牲了陪伴女兒及阿嬤的時間，甚至在服役期間碰上了女兒走失及阿嬤住院，使內心想要快點結訓，最後因為姐姐生病，沒人照顧阿嬤，而在鑑測前退訓。 |
| 楊雅筑            | 李淑靜 | 林國樑的追求對象 女，22歲，海軍陸戰隊新訓中心第五營第十七連入伍生。 曾經是位模特兒，葉素娥的好友，男兵們的女神。想當兵的原因之一是想挑戰自我，另外因為小時候常聽阿公說起當兵時的往事感到好奇才決定來當兵。一直想成為授槍代表，認為這是當兵的其中一項榮譽，卻因為腳意外受傷，而無法擔任。後來對林國樑產生一些感情並喜歡上他，但是好友葉素娥卻也喜歡他。之後因為坦承叫林國樑去追葉素娥而害他們倆關係變得愈來愈僵的事而感到很歉疚，所以與葉素娥的關係陷入一股僵持。目前正因為涼山行軍的三天兩夜，在毒氣室的演練因為親眼目睹葉素娥措手不及險吸進毒氣的節骨眼中，出手幫忙葉素娥配戴防毒面具安全逃出毒氣室。與葉素娥之間的關係已開始慢慢恢復情誼。 |
| 梁舒涵            | 葉素娥 | 葉進財、陳月雲的女兒 女，21歲，海軍陸戰隊新訓中心第五營第十七連入伍生。 李淑靜的好友，綽號仙姑，出身宮廟，是中華民國合格道士，因為爸爸說媽祖指示來當兵，可幫爸爸消災，而被爸爸逼迫來當兵，一來報到就想逃跑，但註定逃不過當兵，對於體能方面完全不行，但對於要背的東西卻能過目不忘，這方面和趙雅芝完全相反。喜歡國樑，也因為他而決定不退訓，卻不知道好友李淑靜也喜歡林國樑。保防教育考試獲得滿分，而獲得提早榮譽假，但想讓給小嫻，讓她可以提早見到彤彤。林國樑說清楚兩人的關係後，而失戀傷心偷哭，並強顏歡笑，告訴林國樑：「以後不要再這樣隨便鼓勵別人，尤其是女孩子，很容易受傷的。」之後得知能得到林國樑一直幫助及鼓勵的事是李淑靜所指使的，與李淑靜的關係陷入僵持。之後在三天兩夜涼山行軍，在一次毒氣室演練時因為配戴防毒面具措手不及幸得李淑靜幫助，接著在潘朵拉的勸說之下與李淑靜關係已經開始慢慢恢復。後來在鑑測之前因為搶救一位小男孩，手打石膏而退訓。 |
| 鄭亞              | 趙雅芝 | 伊拉努的女兒 女，20歲，海軍陸戰隊新訓中心第五營第十七連入伍生。 阿美族原住民，入伍前染紅髮、塗指甲油，被潘朵拉班長稱紅蔥頭，後來因為問題特別多，所以又被潘朵拉班長稱作毛怪，愛吃鬼一個，常常感覺吃不飽，希望軍中能有下午茶及宵夜，對於體能方面很厲害，但對於要背的東西完全不行，這方面正好和葉素娥相反。想成為授槍代表，但由於跟金秀明吵架，不僅失去授槍代表的資格，甚至被輔導長罰到結訓之前必須和金秀明形影不離，連上廁所都必須在一起。雖然說必須和金秀明在一起，但金秀明的照顧已經感動了自己，因此，在懇親日的時候，拜託自己的媽媽把金秀明也一起領出來。後來被選為「實習幹部」，保防教育考試不及格的人之一。休假的時候到金秀明家住了一晚，住在金秀明家的時候，和金秀明以及金秀明的養母、妹妹處的非常好，在幫忙金秀明妹妹排除被勒索的事情之後，得到了金秀明妹妹對自己的認同，也從金秀明妹妹及梅姨的口中，了解金秀明以前在育幼院時的過去以及金秀明對人冷淡的原因。了解了金秀明對人冷淡的原因後，便答應金秀明會是一輩子的好朋友兼好姊妹，幫助金秀明重拾交朋友的信心。                                                       |
| 方語昕            | 黃嫚莉 | 趙建國的外甥女，蘇誼濱的前女友，何寬亮的追求對象 女，21歲，海軍陸戰隊新訓中心第五營第十七連入伍生。 視力2.0但左右不分（正因為左右不分，在新兵入營的體檢時被標明不能駕駛），雙親很早就過世，由二舅舅一手帶大，因為其他三個候選人受傷、吵架，而成為授槍代表。夢想是能跟外公、大舅舅一樣成為將軍，不想利用二舅舅是新訓中心中校副指揮官趙建國的關係，但是為了讓曉嫻出營區找走失的女兒，讓自己與副指揮官的關係曝光。在開訓典禮表現不錯而被潘朵拉班長欽點當寢室長。男友是在南營當兵的蘇誼濱，一直以來鼓勵她來當兵，不過在入伍後，卻發生兵變，劈腿的對象是第五營第十八連的馬韻如，已與蘇誼濱分手。 |
| 林宜禾            | 溫馨   | 林崇德的未婚妻 女，22歲，海軍陸戰隊新訓中心第五營第十七連入伍生，林崇德的未婚妻。 因為從小在人群中講話就特別小聲，而引起班長注意，在比賽軍歌前特別加強練習，才能唱的更大聲，突破自己的畏懼。 |
| 王沛語            | 金秀明 | 梅語柔的姊姊 女，19歲，海軍陸戰隊新訓中心第五營第十七連入伍生。 在梅姨認養前是一名孤兒，從小住在育幼院，因為看到育幼院的小朋友來來去去，在育幼院時養成了「獨來獨往」的性格，因此從小對自己就很嚴格、獨立。後被梅姨領養，稱呼梅姨為「阿姨」而非「媽媽」，底下還有一個念高三很叛逆的妹妹梅語柔。入伍的原因是不想讓梅姨擔心。標準的嘴巴不好，但心腸是很好的。想成為授槍代表，但由於跟趙雅芝吵架，不僅失去授槍代表的資格，甚至被輔導長罰到結訓之前必須和趙雅芝形影不離，連上廁所都必須在一起。雖然被罰必須和趙雅芝形影不離，其實在趙雅芝快要犯錯的時候，不時會把趙雅芝拉開或是適時提點，是有在照顧趙雅芝的。放假的時後，敵不過趙雅芝的要求，便帶趙雅芝回自己家過夜。 |
| 王上菲            | 王尚菲 | 周文易的老婆 女，21歲，海軍陸戰隊新訓中心第五營第十七連入伍生，四年後成為韻律教練，而後搬來臺北，跟十七連男女兵同時住在愛情公寓。 |
| 梁瀚名            | 林國樑 | 周琳的兒子，林詩淇的弟弟，李淑靜的追求者 男，23歲，海軍陸戰隊新訓中心第五營第十七連入伍生。 個性成熟穩重，外型酷帥，擁有好身材更是讓其他班兵羨慕不已。跟邱佑廷是從小到大的死黨，在別人眼中是林國樑照顧邱佑廷，但實際上以前不太會說話被欺負時，總是邱佑廷挺身而出幫助林國樑，兩人相約一起加入海軍陸戰隊的兩棲偵搜大隊，不希望邱佑廷浪費天賦，總是激勵他認真對待當兵。剛入伍時拗不過邱佑廷的請求，只好違背心意幫邱佑廷追李淑靜，而條件就是要林國樑去追求葉素娥，讓她退訓前留下美好回憶，除了在眾人面前主動送飲料，在體能訓練上更是多次主動關心，支持葉素娥不退訓想法後，讓她越陷越深。連上會主動幫助同袍訓練，被推薦擔任實習幹部，包含游泳比賽勝過周學文班長，和武裝游泳表現優異，多次獲得提早榮譽假，但仍選擇留營自主訓練。在連上幹部班兵及葉素娥父母多次關切後，最終和葉素娥坦白只把她當作同袍和朋友，讓葉素娥傷心不已，對葉素娥充滿虧欠，跟邱佑廷和李淑靜關係也陷入僵局，直到宋排和葉素娥父親的開導，逐漸敞開心和三人恢復友情，並下定決心除了幫助葉素娥，也要帶領全連通過鑑測一起結訓。最後於結訓典禮拿下授階代表的榮譽。 |
| 林建予 （鯰魚哥） | 邱佑廷 | 與林國樑從小認識 男，23歲，海軍陸戰隊新訓中心第五營第十七連入伍生，十七連的開心果，喜歡李淑靜。因為經常向李淑靜示好，再加上不會看場合說話，被女兵稱「老鼠哥」。看到長官排幹部武裝游泳，而憧憬之，提議跟學文班長比賽，想獲得連長認同，但最後還是吊車尾，不過因為積極受到肯定，而獲得榮譽假。 |
| 尹彥凱            | 何寬亮 | 黃嫚莉的追求者 男，23歲，海軍陸戰隊新訓中心第五營第十七連入伍生。因為入伍前早上睡覺晚上打電玩所以對軍中規律的作息不適應，時常拖累操課進度。被學文班長叫「睡覺大師」、「睡夢羅漢何寬亮」。保防教育考試不及格的人之一。喜歡黃嫚莉，也因為嫚莉而想徹底戒掉「網路成癮症」。因為請副指揮官允許他與黃嫚莉在一起，而答應副指揮官說要與黃嫚莉一起吃早餐，但來的路上幫助了心臟出問題的路人，而耽擱遲到，解釋清楚後，得到副指揮官的諒解，也與黃嫚莉的感情越來越好。突然他媽媽打了電話說欠了100萬，讓他跟黃嫚莉想要一起抽籤到臺北去受訓的約定感到很擔心，所以他有想法想要抽籤到外島去，因外島每個月五萬多，讓他感到很煩惱，但他還不知道怎麼跟嫚莉說這件事情。 |
| 游小白            | 鄭光興 | 潘朵拉的追求者 男，25歲，海軍陸戰隊新訓中心第五營第十七連入伍生。 與班長潘朵拉在交友APP上是無話不談的好友，卻都沒見過對方，他在入伍前說要出國，潘朵拉也假裝自己是老師接新學生，之後再聯絡。卻沒想到兩人竟然在軍中相遇，而潘朵拉也神經大條的沒認出，因為是帶有點好感的網友，兩人不知如何開口面對。喜歡潘朵拉。但卻因為潘朵拉的屢次回絕再加上休假約會被放鴿子的因素，面臨進退兩難的狀況。正因為自己是否要決心要徹底忘掉潘朵拉的事而感到忐忑不安。親眼目睹潘爸險遭路過摩托車撞而跳身而出相救化險為夷，也幫助潘爸換好輪胎成了忘年之交，之後在手冊不慎掉了，被潘爸撿起來時得知自己身份，而致電請他赴潘家作客。在潘家親眼看到全家福照片裡驚見潘朵拉身影時卻嚇了一跳，之後撞見已回家的潘朵拉時關係又變得很尷尬。 |
| 范子安            | 范子安 | 男，海軍陸戰隊新訓中心第五營第十七連入伍生。 |
| 李國強            | 李國強 | 男，海軍陸戰隊新訓中心第五營第十七連入伍生。 |
| 楊忠穎            | 蘇誼濱 | 黃嫚莉的前男友，馬韻如的男朋友 男，海軍陸戰隊新訓中心南營衛兵。 原為黃嫚莉的男友，一直以來鼓勵她來當兵，不過在她入伍後，卻發生兵變，劈腿的對象為第五營第十八連的馬韻如，黃嫚莉打電話來都不接，而在營中遇見她時辯稱太忙，所以沒接到，已與黃嫚莉分手。 |
| 顧子歆            | 馬韻如 | 蘇誼濱的女朋友 女，海軍陸戰隊新訓中心第五營第十八連入伍生。 蘇誼濱的劈腿對象，也是他的前女友，兩人在軍中又再度相遇，已與蘇誼濱複合。被第五營第十七連新兵戲稱為海狗，嘴巴很壞，喜歡找十七連的麻煩。 |

### 其他人士
| 演員   | 角色   | 介紹 |
| 鄒承恩 | 何曉東 | 陳耀華的男朋友 男，說服他的爸媽和陳耀華的婚約，並同意結婚後還能讓陳耀華繼續服役，笑稱希望陳耀華成為「我的將軍老婆」。 |
| 張雁名 | 孫泓江 | 高曉嫻的前夫，杜莎莎的男朋友 男，孫禹彤的爸爸，最後帶彤彤和莎莎一起去加拿大生活。 |
| 梅芳   | 徐妹   | 女，高曉玲、高曉嫻的阿嬤。 |
| 況明潔 | 高曉玲 | 女，高曉嫻的姊姊。 |
| 朱薇彤 | 孫禹彤 | 女，孫泓江、高曉嫻的女兒，綽號彤彤。 |
| 陳怡仲 | 杜莎莎 | 女，孫泓江的女友，很照顧彤彤。為了照顧彤彤而辭掉工作，想專心照顧彤彤。 |
| 廖峻   | 葉進財 | 葉素娥的父親，陳月雲的丈夫，沈渙清的岳父 男，很疼愛葉素娥，對葉素娥：「就算別人不疼惜妳，還有爸爸疼惜妳。」 |
| 蔡湘宜 | 陳月雲 | 葉素娥的母親，葉進財的妻子，沈渙清的岳母 女，跟丈夫進財一樣也很疼愛女兒素娥。 |
| 姚蜜   | 周美軒 | 女，宋志強的前女友。 |
| 陳素珍 | 溫馨母 | 女，溫馨的媽媽，去營區找溫馨談事情。藉由林崇德是溫馨的未婚夫身分，一直跟他借錢。 |
| 朱永德 | 溫馨父 | 男，溫馨的爸爸，去營區找溫馨談事情，很疼溫馨。 |
| 丁鉉羿 | 林崇德 | 溫馨的未婚夫 男，到營區找溫馨。 |
| 林書弘 | 歹徒   | 男，在公園想誘拐走失的彤彤，最後被陳耀華制伏。 |
| 曾淑勤 | 伊拉努 | 女，趙雅芝的媽媽，在懇親假時帶了自己最拿手的炸雞跟自家種的水果去找雅芝。 |
| 賴青畇 | 梅姨   | 女，金秀明的養母，被秀明稱為阿姨，梅語柔的媽媽。心疼金秀明去當兵，告訴金秀明如果不想當可以馬上退訓去念大學，錢的部分會支付。 |
| 吳若湄 | 梅語柔 | 女，梅姨的女兒，金秀明的妹妹。高三即將畢業，原本是個極為叛逆又怕事的孩子，不承認及接受金秀明這個姐姐，總是認為梅姨比較疼金秀明，後來看到金秀明和趙雅芝幫忙趕走勒索的壞人之後，便開始接受金秀明及趙雅芝，稱趙雅芝為「雅芝姊」，並私下告訴雅芝關於「心中對秀明姐姐的看法」。 |
| 楊瓊華 | 方美倩 | 楊晴的媽媽，宋志強的岳母 女，稱楊晴為晴晴，很喜歡宋志強。 |
| 楊凱琪 | 冉彩芸 | 女，陳耀華的媽媽。 |
| 典佑   | 許德仁 | 男，楊晴海軍官校學長，宋志強海軍官校同學。拿宋排前女朋友的結婚喜餅給宋排。 |
| 藍心湄 | 藍月湄 | 女，營站福利社的老闆娘。 |
| 李興文 | 潘有義 | 男，潘朵拉的爸爸，陳耀華在軍時的學長，前營部主任，已退伍的少校軍官。 |
| 劉沛緹 | 蔣安妮 | 女，潘朵拉的媽媽。 |
| 民雄   | 沈彼得 | 沈渙清的父親，葉素娥的公公 男，原住民名字Balai，雅芝家芒果園的地主。 |
| 曾子余 | 沈渙清 | 葉素娥的丈夫，沈彼得的兒子，葉進財、陳月雲的女婿 男，22歲，彼得的兒子，喜歡趙雅芝，四年後因趙雅芝跟邱佑廷再一起，而漸漸愛上葉素娥。 |
| 劉伶軒 | 玲玲   | 女，邱佑廷之前想追但沒追到的女生。 |

## 電視劇歌曲
| 曲別   | 歌名            | 演唱者       | 作詞             | 作曲            |        |
| 片頭曲 | 夢想從心開始    | 楊培安       | 劉虞瑞           | 陳國華          |        |
| 片尾曲 | 大太陽          | 卓義峯       | 葛大為           | Keith Stuart    |        |
| 插曲   | 我的驕傲        | 楊培安       | 劉虞瑞           | 陳國華          |        |
| 插曲   | 再見煙火        | 卓義峯       | 淺紫@眾匠音樂    | 都智文@眾匠音樂 |        |
| 插曲   | 莫忘初心        | 化學猴子     | 陳國華           | 陳國華          |        |
| 插曲   | 莫忘初心        | 化學猴子     | 麥基             | 張博彥          |        |
| 插曲   | 莫忘初心        | 化學猴子     | 麥基             | 任中強          |        |
| 插曲   | 我們都懂了      | 化學猴子     | 麥基             |                 |        |
| 插曲   | 你會是冠軍      | 化學猴子     | 任中強           | 任中強          |        |
| 插曲   | 關於寂寞        | 陳謙文       | 陳鈺羲           | 陳鈺羲          |        |
| 插曲   | 微笑的力量      | 陳謙文       | 陳謙文、吳易緯   | 鄭聿            |        |
| 插曲   | 龍泉情歌        | 陳謙文       |                  |                 |        |
| 插曲   | 好想好想你      | 九九         | 九九             | 陳國華          | 陳國華 |
| 軍歌   | 向前衝          | 中華民國國軍 | 林君長           | 汪石泉          |        |
| 軍歌   | 飛揚EP1         | 中華民國國軍 |                  |                 |        |
| 軍歌   | 出操歌EP2       | 中華民國國軍 | 李文堂           | 李文堂          |        |
| 軍歌   | 戰鬥的陸戰隊EP2 | 中華民國國軍 |                  |                 |        |
| 軍歌   | 軍紀歌          | 中華民國國軍 |                  |                 |        |
| 軍歌   | 繼往開來        | 中華民國國軍 | 鍾昀廷           | 李進賢          |        |
| 軍歌   | 海軍陸戰隊隊歌  | 中華民國國軍 |                  |                 |        |
| 軍歌   | 大地勇士        | 中華民國國軍 |                  |                 |        |
| 軍歌   | 我有一支槍      | 中華民國國軍 | 黃瑩             | 李健            |        |
| 軍歌   | 亮島之歌        | 中華民國國軍 | 職棒兄弟象隊球迷 | 童安格          |        |

## 收視率
| 中華民國臺灣 TVBS歡樂台 首播收视率 （AC尼爾森） |            |                                |        |      |                                                                     |
| 集數                                            | 週數       | 播出日期                       | 收视率 | 排名 | 備註                                                                |
| 1－4                                            | 1          | 2018年7月10日－2018年7月13日   | 1.52   | 1    | 7/10平均收視1.58，總收視人口約57萬人 7/11平均收視1.94，有線收視2.39 |
| 5－9                                            | 2          | 2018年7月16日－2018年7月20日   | 1.71   | 3    |                                                                     |
| 10－14                                          | 3          | 2018年7月23日－2018年7月27日   | 1.62   | 3    |                                                                     |
| 15－19                                          | 4          | 2018年7月30日－2018年8月3日    | 1.57   | 3    | 7/30平均收視1.80                                                    |
| 20－24                                          | 5          | 2018年8月6日－2018年8月10日    | 1.67   | 3    |                                                                     |
| 25－29                                          | 6          | 2018年8月13日－2018年8月17日   | 1.67   | 3    |                                                                     |
| 30－34                                          | 7          | 2018年8月20日－2018年8月24日   | 1.83   | 3    | 8/20平均收視1.72 8/23平均收視2.04，總收視人口約78萬人               |
| 35－39                                          | 8          | 2018年8月27日－2018年8月31日   | 1.80   | 3    |                                                                     |
| 40－44                                          | 9          | 2018年9月3日－2018年9月7日     | 1.62   | 3    | 9/3收視1.55                                                         |
| 45－49                                          | 10         | 2018年9月10日－2018年9月14日   | 1.56   | 3    |                                                                     |
| 50－54                                          | 11         | 2018年9月17日－2018年9月21日   | 1.56   | 3    | 9/17收視1.69                                                        |
| 55－59                                          | 12         | 2018年9月24日－2018年9月28日   | 1.50   | 3    |                                                                     |
| 60－64                                          | 13         | 2018年10月1日－2018年10月5日   | 1.62   | 3    | 10/1收視1.60                                                        |
| 65－69                                          | 14         | 2018年10月8日－2018年10月12日  | 1.55   | 3    | 10/8收視1.64                                                        |
| 70－74                                          | 15         | 2018年10月15日－2018年10月19日 | 1.55   | 3    | 10/17起，調整為20:00 - 20:45播出 10/17收視1.96                      |
| 75－79                                          | 16         | 2018年10月22日－2018年10月26日 | 1.48   | 3    |                                                                     |
| 80－84                                          | 17         | 2018年10月29日－2018年11月2日  | 1.50   | 3    |                                                                     |
| 85－89                                          | 18         | 2018年11月5日－2018年11月9日   | 1.46   | 3    |                                                                     |
| 90－92                                          | 19         | 2018年11月12日－2018年11月14日 | 1.48   | 3    |                                                                     |
| 平均收視率                                      | 平均收視率 | 平均收視率                     | 1.60   |      |                                                                     |

## 獎項
| 年度   | 大獎               | 獎項               | 入圍者           | 結果 |
| ------ | ------------------ | ------------------ | ---------------- | ---- |
| 2019年 | 第54屆金鐘獎       | 戲劇節目新進演員獎 | 梁舒涵           | 獲獎 |
| 2019年 | 第24屆亞洲電視大獎 | 最佳女主角         | 梁舒涵           | 入圍 |
| 2019年 | 第24屆亞洲電視大獎 | 最佳男配角         | 林建予（鯰魚哥） | 入圍 |
| 2019年 | 第24屆亞洲電視大獎 | 最佳女配角         | 李宣榕           | 入圍 |
| 2019年 | 第24屆亞洲電視大獎 | 最佳編劇           | 李信邦           | 入圍 |

## 劇情爭議
首集出現劉香慈駕駛AH-64E阿帕契攻擊直升機的場景。由於阿帕契直升機為中華民國陸軍所有，因此中華民國海軍陸戰隊隊員駕駛阿帕契直升機的劇情被批偏離現實。有當過兵的網友表示，劇情內容與軍中現況不符。
針對網路質疑，不具名的中華民國國防部官員表示，《女兵日記》並非軍方出資拍攝，國軍只是協助提供場地拍攝，並沒有干涉拍攝內容，關於收視率部分要問電視台，國防部方面並沒有數據。

## 重播爭議
因本劇創下TVBS歡樂台的戲劇收視率紀錄，使TVBS決定於晚間九點至十點重播，造成《女人我最大》、《食尚玩家》及《上班這黨事》延後一小時播出。其中《食尚玩家》從原本的十點延後至十一點播出，而電視台的「不能在同時段擔任其他節目主持人」條款，讓三位主持人莎莎與八大電視《WTO姐妹會》、阿翔與三立電視《國光幫幫忙》、巴鈺與衛視《一袋女王》重複，被其他電視臺命令向TVBS《食尚玩家》請長假，引發爭議、網友正反兩面的看法，TVBS則表示：「女兵播畢後，時段也未必會調回」。
而在女兵日記播至72集時，TVBS開創第二部八點檔《初戀的情人》，首播及重播於八點四十五分播至十點十五分，又讓綜藝節目延後十五分鐘播出，《食尚玩家》更配合縮減成播出四十五分鐘，造成收視率嚴重受到影響，原本平均有0.6跌至平均0.3，使已播出12年的TVBS代表作品《食尚玩家》宣佈於12月停播。2019年4月因《上班這黨事》調整時段後收視率受到影響，TVBS宣佈《上班這黨事》停播，再度引起觀眾反彈。

### 引見
1. ↑  洪素津.劉香慈出走民視投奔陳剛信 至T台再續最辣士官長 （页面存档备份，存于）. 自由時報.2018-03-10
2. ↑  趙大智、宇若霏.小嫻婚變復出戲劇圈搶錢　拼劉香慈爭最美女兵 （页面存档备份，存于）.蘋果日報.2018-03-10
3. ↑  . NOWnews 今日新聞. 2018-08-09  [2020-01-29]. （原始内容存档于2020-01-29）.
4. ↑  . 聯合報. 2018-07-27  [2018-07-28]. （原始内容存档于2018-07-28）.
5. ↑  . 蘋果日報. 2018-07-28  [2018-07-28]. （原始内容存档于2018-08-16）.
6. ↑  《女兵》擠掉《食尚》！主持人群起出走TVBS遭網友圍剿.三立新聞網.2018-07-28
7. ↑  . 蘋果日報. 2018-11-13  [2018-11-15]. （原始内容存档于2019-01-29）.
8. ↑  . NOWnews 今日新聞. 2018-11-12  [2018-11-15]. （原始内容存档于2018-11-16）.
9. ↑  . 三立新聞網. 2019-04-08  [2019-04-08]. （原始内容存档于2019-04-08）.

## 外部連結
- 官方网站－TVBS
- 官方网站－台視
- YouTube上的TVBS戲劇-女兵日記 女力報到頻道